# Монтеккьо-Маджоре
Монтеккьо-Маджоре (итал. Montecchio Maggiore) — коммуна в Италии, располагается в провинции Виченца области Венето.
Население составляет 20 730 человек, плотность населения составляет 691 чел./км². Занимает площадь 30 км². Почтовый индекс — 36075. Телефонный код — 0444.
Покровителем населённого пункта считается святой Виталий Миланский. Праздник ежегодно празднуется 2 февраля.
Здесь стоят так называемые замки Ромео и Джульетты, бывшие в действительности крепостями скалигеров. Своё название замки получили благодаря автобиографическому произведению Луиджи да Порто о двух несчастных влюблённых Ромео и Джульетте. Из окон родной виллы да Порто открывается вид на величественные крепости, которые вдохновили автора создать главную концепцию произведения о непримиримых семьях. В названии Монтеккьо легко уловить связь с фамилией Ромео Монтекки. Сюжет любовной драмы позже перенимали Матео Банделло, Шекспир и другие.

## Известные уроженцы и жители
- Кристиан Маджо (р. 11 февраля 1982) — футболист